# Т-43
T-43 је био прототип совјетског средњег тенка који је требало да замени тенкове Т-34 и КВ-1.

## Корисници
- Совјетски Савез